# ТГК-1
Територіа́льна генеруюча компа́ния № 1 (абревіатура ТГК-1, повна назва — «Відкрите акціонерне товариство „Територіальна генеруюча компания № 1“») — російська енергетична компанія, створена в результаті реформи російського акціонерного товариства «ЄЕС Росії».
Профіль роботи — теплогенерюча компанія, провідний виробник і постачальник електричної і теплової енергії в Північно-західному регіоні Російської Федерації; штаб-квартира знаходиться в Санкт-Петербурзі. Географія присутності — 4 суб'єкти Північно-Західного ФО (м. Санкт-Петербург, Ленінградська область, Мурманська область, Республіка Карелія).

## Склад
Компанія має 55 електростанцій різних типів (теплові, гідро, дизельні, комбіновані):
- Санкт-Петербург:
  - Автовська ТЕЦ-15,
  - Василеострівна ТЕЦ-7,
  - Виборзька ТЕЦ-17,
  - Першотравнева ТЕЦ-14,
  - Правобережна ТЕЦ-5,
  - Північна ТЕЦ-21,
  - Центральна ТЕЦ,
  - Південна ТЕЦ-22.
- Республіка Карелія:
  - Визький каскад:
    - Біломорська ГЕС,
    - Вигостровська ГЕС,
    - Маткожненська ГЕС,
    - Ондська ГЕС,
    - Палакорзька ГЕС,

  - Кемський каскад:
    - Кривопорозька ГЕС,
    - Подужемська ГЕС,
    - Путкінська ГЕС,
    - Юшкозерська ГЕС,

  - Сунський каскад:
    - Кондопозька ГЕС,
    - Пальєозерська ГЕС,

  - Кумська ГЕС,
  - Валаамська ДЕС,
  - Петрозаводська ТЕЦ.
- Ленінградська область:
  - Верхньосвірська ГЕС,
  - Волховська ГЕС,
  - Вуоксинські ГЕС,
  - Нарвська ГЕС,
  - Нижньосвірська ГЕС,
  - Дубровська ТЕЦ-8.
- Мурманська область:
  - Верхньотуломська ГЕС,
  - Йовська ГЕС,
  - Княжегубська ГЕС,
  - Ніва ГЕС-1,
  - Ніва ГЕС-2,
  - Ніва ГЕС-3,
  - Нижньотуломська ГЕС,
  - Пазькі ГЕС,
  - Серебрянські ГЕС,
  - Териберські ГЕС,
  - Апатітська ТЕЦ,
  - Мурманська ТЕЦ.